# Турчин, Игорь Евдокимович
Игорь Евдокимович Турчин (16 ноября 1936, Софиенталь, жудец Четатя-Албе — 7 ноября 1993, Бухарест) — советский и украинский гандбольный тренер. Заслуженный тренер СССР (1971). Кандидат педагогических наук. Самый успешный тренер в истории гандбола. За выдающиеся достижения в спорте Турчин и его команда «Спартак» (Киев) занесены в Книгу рекордов Гиннесса. Под его руководством команда стала 20-кратным чемпионом СССР среди женщин (1969—1988), 13-кратным победителем Кубка Европейских чемпионов (1970—1973, 1975, 1977, 1979, 1981, 1983, 1985—1988), а также первым чемпионом независимой Украины (1992). Был женат на Зинаиде Турчиной, которая по результатам опроса проведённого в 2000 году Международной федерацией гандбола была признана лучшей гандболисткой планеты в XX веке.

## Биография
Родился 16 ноября 1936 года в селе Софиевка жудец Четатя-Албэ Королевства Румыния (ныне в Одесской области) в семье служащего. В следующем году вместе с родителями переехал в Киев, куда его отец получил назначение в Народный комиссариат земледелия (позже — Министерство сельского хозяйства) УССР. В годы Великой Отечественной войны семья вынуждена была разлучиться: отец Евдоким Турчин проходил службу в Красной армии, а мать с сыном находились в эвакуации на Урале. После освобождения территории Украины отец вернулся на службу в Министерство и семья воссоединилась в Киеве. В том же году Игорь пошёл в первый класс школы. Начиная с 1947 года Турчины несколько раз меняли место проживания, что было вызвано новыми назначениями отца (Тернополь, Хмельницкий, Житомир). В последних классах Хмельницкой средней школы № 6 Игорь увлёкся спортом, в частности, баскетболом. Играл за сборную Житомирской области в этой дисциплине. В 1954—1955 годах, после окончания Житомирской российской школы № 3, учился в техникуме плодоовощеводства в селе Крошня(ныне в составе Житомира). Такой выбор был обусловлен решением продолжить специализацию отца — сельское хозяйство. После этого намеревался поступить в Житомирский сельскохозяйственный институт (ныне — Полесский национальный университет), но не смог успешно сдать экзамены, что позволило бы ему пройти по конкурсу. В связи с этим решает круто поменять свою жизнь и связать её со спортом. В 1955—1959 факультет физкультуры и спорта Каменец-Подольского педагогического института (ныне — Каменец-Подольский национальный университет). Закончил вуз с красным дипломом, получив специальность учителя физического воспитания, анатомии и физиологии человека. В институте учувствовал в художественной самодеятельности, выступал на сцене в качестве конферансье и певца.
В 1959 году после окончания вуза по распределению был направлен тренером по баскетболу киевской ДЮСШ № 2. Однако там отсутствовала баскетбольная секция, поэтому его утвердили на должность тренера по настольному теннису. На этом поприще ему почти сразу сопутствовал успех: один из его учеников вскоре стал чемпионом Украины. Позже ему предложили возглавить молодую гандбольную команду. В связи с этим он стал штудировать правила и тактику этой новой для себя игры, а также доукомплектовывать состав. С этой целью он посещал киевские школы, уговаривал учителей физкультуры собирать гандбольные команды и выставлять их на соревнования, где и отбирал понравившихся ему талантливых учениц. В одной из школ его выбор пал на Зинаиду Столитенко и её подругу Галину Маноху, которые присоединились к команде, где уже занимались Людмила Бобрусь, Елена Салиенко, Анна Озерянская. Эти спортсменки составили костяк будущей звёздного клуба «Спартак» (Киев). До 1962 года, когда они получили путёвку во всесоюзный чемпионат, команда соревновалась в юношеских городских и республиканских чемпионатах. Именно 1962 год считается точкой отсчёта создания клуба. В 1963 году «Спартак» выиграл первенство Киева среди женских команд. В 1964 году «Спартак» дебютировал в чемпионате СССР среди команд класса «А», заняв 2-е место, а в следующем году, став первым, завоевал право играть в высшей лиге. В сезоне 1966 года киевлянки заняли 4-е место, на следующий год выиграли серебряные медали, в 1968-м завоевали бронзу. В 1969 году подопечные Турчина набрали одинаковое количество очков с московским «Лучом» и в дополнительном матче за титул чемпионов страны обыграли соперниц со счётом 28:20. Под руководством тренера-максималиста команда стала 20-кратным чемпионом СССР (1969—1988), 13-кратным победителем Кубка Европейских чемпионов (1970—1973, 1975, 1977, 1979, 1981, 1983, 1985—1988). В 1976 году был награждён золотой медалью Спорткомитета СССР «Лучшему тренеру страны в 1975—1976». В 1976 году был признан лучшим тренером мира.
Женская сборная СССР по гандболу, возглавляемая Игорем Турчиным, заняла 1-место на Олимпийских играх в Монреале (1976) — впервые в истории (в формате 7×7). Этот успех был повторён на следующих играх в Москве (1980), а Олимпиаду в Лос-Анджелесе (1984) команда пропустила по политическим причинам. В этот период базовым клубом сборной стала киевская команда. Его вклад в развитие советской школы описывался в справочнике «Гандбол», опубликованном после московской Олимпиады следующим образом:
После неудачи в отборочных матчах чемпионата мира 1971 г., где наша женская сборная в дополнительном матче уступила румынкам, были сделаны серьёзные организационные выводы, укреплено руководство команды, в которую пришло много талантливых гандболисток, в основном из киевского «Спартака». Старший тренер сборной И. Е. Турчин сумел создать не только стройный и сильный ансамбль, но и внёс значительный творческий вклад в тактическую оснащённость команды, придав ей самобытность и непохожесть на распространённые в это время схемы ведения игры. В широких кругах специалистов мира эта тактика была названа «тактикой Турчина», что явилось признанием рождения новой школы современного гандбола.
Команда СССР стала бронзовым призёром Олимпиады в Сеуле (1988), что было расценено союзным спортивным руководством как провал и Турчин вынужден был покинуть свой пост. Также ведомая им сборная дважды побеждала на чемпионатах мира (1982, 1986), в 1975 и 1978 становилась серебряным призёром мировых первенств, в 1973 — бронзовым, в 1984 году выиграла соревнования «Дружба-84». Команда Турчина также стала первым чемпионом независимой Украины (1992). 61 его воспитанница является обладательницей золотых медалей чемпионатов СССР, а 29 — наград Олимпиад и чемпионатов мира.

## Семья
В 1965 году Игорь Турчин женился на одной из своих подопечных Зинаиде Столитенко, с которой некоторое время тайно встречался. По её воспоминаниям, в него тогда была влюблена вся команда, и, узнав, что тренер сделал предложение Зинаиде, игроки объявили ей бойкот, продолжавшийся пока Турчин не пресёк это. Её родители с трудом дали согласие на брак с мужчиной старше их дочери на десять лет. Свадьбу праздновали в ленинском уголке дома Зинаиды. В 1971 году у них родилась дочь Наталья Турчина, а в 1983 году — сын Михаил. Наталья вместе с матерью играла в гандбол в киевском «Спартаке», стала профессиональной гандболисткой и мастером спорта международного класса, а Михаил увлёкся баскетболом.

## Смерть
В последние годы жизни Игорь Евдокимович перенёс три инфаркта и коронарное шунтирование, сделанное в Норвегии. Операцию за 25 тысяч долларов США предложил оплатить президент одного из норвежских клубов («Феллхаммер»), проводивший сборы на базе «Спартака», за что Турчин работал его тренером восемь месяцев.
Скончался 7 ноября 1993 года от сердечного приступа в Бухаресте в перерыве матча 1/8 финала Кубка ЕГФ с местной командой «Рапид». Матч был перенесён, позднее «Спартак» без Турчина проиграл матч в Бухаресте 24:25, но вышел в следующий раунд, так как дома выиграл 24:18.
Похоронен на Берковецком кладбище в Киеве.
После смерти жена заняла его тренерские позиции в киевском «Спартаке» и сборной Украины.

## Награды
- Орден Трудового Красного Знамени (1976, 1980)
- Орден «Знак Почёта» (1971)
- Орден Дружбы народов (1985)

## Память
В память о выдающемся тренере с 1995 года ежегодно в Киеве проводится международный гандбольный турнир «Кубок Турчина». В турнире в разные годы участвовали женские сборные стран СНГ, национальная и юниорская сборные Украины, сборная клубов Украины, команда «Спартак» (Киев).
На фасаде дома по улице Лютеранской, 15, где тренер жил в 1980—1993 годах, в ноябре 2002 года установлена мемориальная доска. В 2016 году улицу Василия Блюхера в Киеве переименовали в улицу Игоря Турчина. 1 июля 2016 года был завершён украинский документальный фильм режиссёра Дмитрия Томашпольского «Выиграть всё». же в своём названии отражающий максималистский подход тренера. По словам автора, в основу фильма положено широкое использование архивных материалов и параллельного монтажа, совмещающих их с современными кадрами. Фильм посвящён победам и поражениям киевского «Спартака» связанным с работой Турчина; его эмоциональной кульминацией является воссоздание событий его смерти, последовавшей 7 ноября 1993 года в Бухаресте, для чего туда приехали члены команды. «Девушки-спортсменки передали мне любительские кадры с того матча, — когда умер Игорь Турчин. Видео снимали их родные. Самое ценное — фрагменты ответной игры, состоявшейся уже после смерти тренера. Есть запись голоса Турчина, на ней он говорит, комментирует и делает замечания спортсменкам. В последней игре против румынок „Спартак“ проигрывал. После того, что случилось, — игру отменили. Когда матч переигрывали, они победили. Собственно, это фильм о том, как он умер, чтобы выиграть игру», — рассказывал режиссёр.